# Мижанес
Мижане́с (фр. Mijanès) — коммуна во Франции, находится в регионе Юг — Пиренеи. Департамент коммуны — Арьеж. Входит в состав кантона Керигю. Округ коммуны — Фуа.
Код INSEE коммуны — 09193.

## Население
Население коммуны на 2008 год составляло 92 человека.
| 1962 | 1968 | 1975 | 1982 | 1990 | 1999 | 2008 |
| ---- | ---- | ---- | ---- | ---- | ---- | ---- |
| 57   | 91   | 71   | 75   | 79   | 78   | 92   |

## Экономика
В 2007 году среди 58 человек в трудоспособном возрасте (15—64 лет) 29 были экономически активными, 29 — неактивными (показатель активности — 50,0 %, в 1999 году было 58,1 %). Из 29 активных работали 25 человек (15 мужчин и 10 женщин), безработных было 4 (2 мужчины и 2 женщины). Среди 29 неактивных 3 человека были учениками или студентами, 19 — пенсионерами, 7 были неактивными по другим причинам.